# Sári Bíró
Pour les articles homonymes, voir Biró.
Dans le nom hongrois Bíró Sári, le nom de famille précède le prénom, mais cet article utilise l’ordre habituel en français Sári Bíró, où le prénom précède le nom.
Sári Bíró ([ˈʃaːɾi],[ˈbiːɾoː]), née le 24 mars 1907 à Budapest et décédée le 2 septembre 1990 était une pianiste hongroise.

## Biographie
Sári Bíró est née à Budapest en Hongrie. Elle a commencé l'étude du piano en prenant des  leçons privées dès l'âge de six ans, puis est entrée à l'Université de musique Franz-Liszt. Elle a rapidement attiré l'attention sur elle, de telle sorte que c'est elle qui a été choisie pour le concert inaugural de la Radio nationale Hongroise, jouant sous la direction de Ernő Dohnányi. 
Arrivée aux États-Unis en 1939, Biro s'est rapidement fait connaître comme soliste. Installée à New York, elle a pendant 18 ans, fait des tournées, tout en jouant très souvent pour de nombreuses radios, présentant un répertoire très étendu. En 1958, elle a aussi créé des programmes télévisés d'une durée de 13 semaines lors desquels elle jouait en direct ce très vaste répertoire. Elle abordait aussi bien la musique ancienne que contemporaine, jouant des œuvres de Giancarlo Menotti, Darius Milhaud, Leó Weiner (avec qui elle avait étudié à Budapest) et, bien sûr, de Bartók, qui admirait ses interprétations. Elle a été la première femme à enregistrer en 1951 les Tableaux d'une exposition de Moussorgski.
En 1949, l'American State Department a désigné Sári Bíró comme la citoyenne la plus en vue de l'année. Cette année-là, elle est devenue la seule pianiste femme à interpréter neuf concertos pour piano au cours de trois concerts au Carnegie Hall.
Sári Bíró s'est installée à San Francisco à la fin des années 1950. Elle a donné son dernier récital à New York en 1972, puis a continué à donner des master classes jusqu'en 1990.
Contrastant avec son apparence fragile, son jeu état puissant et décidé. Son souffle et son sens de la communication lors de ses concerts faisait d'elle une précieuse avocate des œuvres peu jouées.
Un Prix à la mémoire de Sári Bíró a été créé en 1995 à l'Université de musique Franz-Liszt à Budapest. Cette récompense est attribuée chaque 24 mars (jour anniversaire de Sári Bíró) sous forme d'une somme d'argent donnée à un jeune pianiste méritant de l'académie.